# Zdeněk Ščasný
Zdeněk Ščasný (ur. 9 sierpnia 1957 w Brnie) – czeski piłkarz występujący na pozycji obrońcy. Reprezentant Czechosłowacji. Trener piłkarski. Jego dzieci Michal Ščasný oraz Pavlína Ščasná, również są piłkarzami.

## Kariera klubowa
Ščasný treningi rozpoczął w zespole SK Roudnice nad Labem. W 1975 roku został zawodnikiem Dukli Praga, grającej w pierwszej lidze czechosłowackiej. W sezonach 1976/1977 oraz 1978/1979 wywalczył z nią mistrzostwo Czechosłowacji. W 1979 roku odszedł do innego pierwszoligowca, Sparty Praga. Zdobył z nią mistrzostwo Czechosłowacji (1983/1984), a także dwa Puchary Czechosłowacji (1979/1980, 1983/1984).
W trakcie sezonu 1984/1985 Ščasný przeniósł się do Bohemiansu, również występującego w pierwszej lidze. W tamtym sezonie wywalczył z zespołem wicemistrzostwo Czechosłowacji. Na początku 1989 roku odszedł do drugoligowego JZD Slušovice. W kolejnych latach grał też w cypryjskim drugoligowcu Anagennisi Derinia, a także w czeskim trzecioligowcu SK Roudnice nad Labem. W 1995 roku zakończył karierę.

## Kariera reprezentacyjna
W reprezentacji Czechosłowacji Ščasný zadebiutował 27 marca 1983 w zremisowanym 1:1 meczu eliminacji Mistrzostw Europy 1984 z Cyprem. W latach 1983–1984 w drużynie narodowej rozegrał 4 spotkania.

## Kariera trenerska
W swojej karierze Ščasný prowadził samodzielnie zespoły Chmel Blšany, FK GGS Arma Ústí nad Labem, Sparta Praga, Viktoria Žižkov, OFI 1925, Panathinaikos AO, FK SIAD Most, FK Mladá Boleslav, Debreceni VSC, FK Teplice oraz od 2015 roku ponownie Spartę Praga.
Wraz ze Spartą Praga dwukrotnie zdobył mistrzostwo Czech (1998, 1999), zaś z Viktorią Žižkov wywalczył Puchar Czech (2001).